# Petr Záhrobský
Petr Záhrobský (* 30. November 1980 in Jilemnice) ist ein ehemaliger tschechischer Skirennläufer. Er war auf die Disziplinen Abfahrt und Super-G spezialisiert. Seine Schwester Šárka Strachová war ebenfalls Skirennläuferin.

## Biografie
An FIS-Rennen nahm Záhrobský erstmals im Dezember 1995 teil. In seinen fast 500 Rennen dieser Kategorie konnte er 20 Siege feiern. Das erste Rennen im Europacup bestritt er im Februar 2000. Meist im Mittelfeld platziert erreichte der Tscheche erst im Februar 2008 seinen ersten Podestplatz. In der Saison 2008/09 gewann er alle fünf Super-Gs (den ersten zeitgleich mit Florian Scheiber) und entschied damit klar die Disziplinenwertung für sich. In der Saison 2009/10 gewann er zwar nur einen Super-G, erreichte aber mit weiteren drei Top-5-Platzierungen wiederum den ersten Rang im Super-G-Klassement. In der Saison 2010/11 war die Abfahrt seine stärkere Disziplin. Er gewann die letzte Abfahrt in Formigal und wurde damit Zweiter in der Disziplinenwertung.
Im Skiweltcup fuhr Záhrobský sein erstes Rennen im Oktober 2000, erreichte aber erst acht Jahre später im Super-G von Gröden am 19. Dezember 2008 als 30. erstmals Weltcuppunkte. Während der nächsten zwölf Monate konnte er weitere vier Mal unter die schnellsten 30 fahren, wobei er mit dem 21. Rang in der Abfahrt von Gröden am 19. Dezember 2009 sein bestes Weltcupergebnis erzielte. Zugleich war dieses aber auch sein letzter Punktegewinn im Weltcup.
An Olympischen Spielen nahm Záhrobský dreimal (2002 in Salt Lake City, 2006 in Turin und 2010 in Vancouver) teil. Bestes Resultat hierbei war ein 24. Platz im Super-G von Salt Lake City. Ähnliche Ergebnisse erzielte er bei seinen sechs Weltmeisterschaftsteilnahmen (St. Anton 2001, St. Moritz 2003, Bormio 2005, Åre 2007, Val-d’Isère 2009 und Garmisch-Partenkirchen 2011). Hier war sein bestes Ergebnis der 21. Rang in der Kombination von St. Moritz. Nach dem Ende der Saison 2012/13 trat er zurück.

## Erfolge

### Olympische Spiele
- Salt Lake City 2002: 24. Super-G, 31. Riesenslalom
- Turin 2006: 32. Super-G, 34. Abfahrt
- Vancouver 2010: 34. Super-G, 36. Abfahrt

### Weltmeisterschaften
- St. Moritz 2003: 21. Kombination, 31. Riesenslalom, 33. Super-G
- Bormio 2005: 31. Riesenslalom, 35. Super-G
- Åre 2007: 26. Superkombination, 32. Riesenslalom, 37. Abfahrt
- Val-d’Isère 2009: 24. Abfahrt, 27. Super-G

### Juniorenweltmeisterschaften
- Megève 1998: 34. Slalom, 43. Riesenslalom
- Pra Loup 1999: 38. Riesenslalom, 44. Super-G

### Weltcup
- 5 Platzierungen unter den besten 30

### Europacup
- Saison 2008/09: 3. Gesamtwertung, 1. Super-G
- Saison 2009/10: 1. Super-G
- Saison 2010/11: 2. Abfahrtswertung

- 11 Podestplätze, davon 7 Siege:

| Datum             | Ort               | Land       | Disziplin |
| ----------------- | ----------------- | ---------- | --------- |
| 4. Dezember 2008  | Reiteralm         | Österreich | Super-G * |
| 30. Januar 2009   | Les Orres         | Frankreich | Super-G   |
| 13. Februar 2009  | Sarntal/Reinswald | Italien    | Super-G   |
| 26. Februar 2009  | Tarvisio          | Italien    | Super-G   |
| 12. März 2009     | Crans-Montana     | Schweiz    | Super-G   |
| 10. November 2009 | Reiteralm         | Österreich | Super-G   |
| 18. März 2011     | Formigal          | Spanien    | Abfahrt   |

* zeitgleich mit Florian Scheiber

### Weitere Erfolge
- Siebenfacher Tschechischer Meister:
  - 4× Riesenslalom (2002, 2005, 2007 und 2009)
  - 3× Super-G (2003, 2006 und 2011)
- Sieg im Super-G bei der Universiade 2007
- 20 Siege in FIS-Rennen (10× Super-G, 8× Riesenslalom, 2× Slalom)